# 一品南乳肉

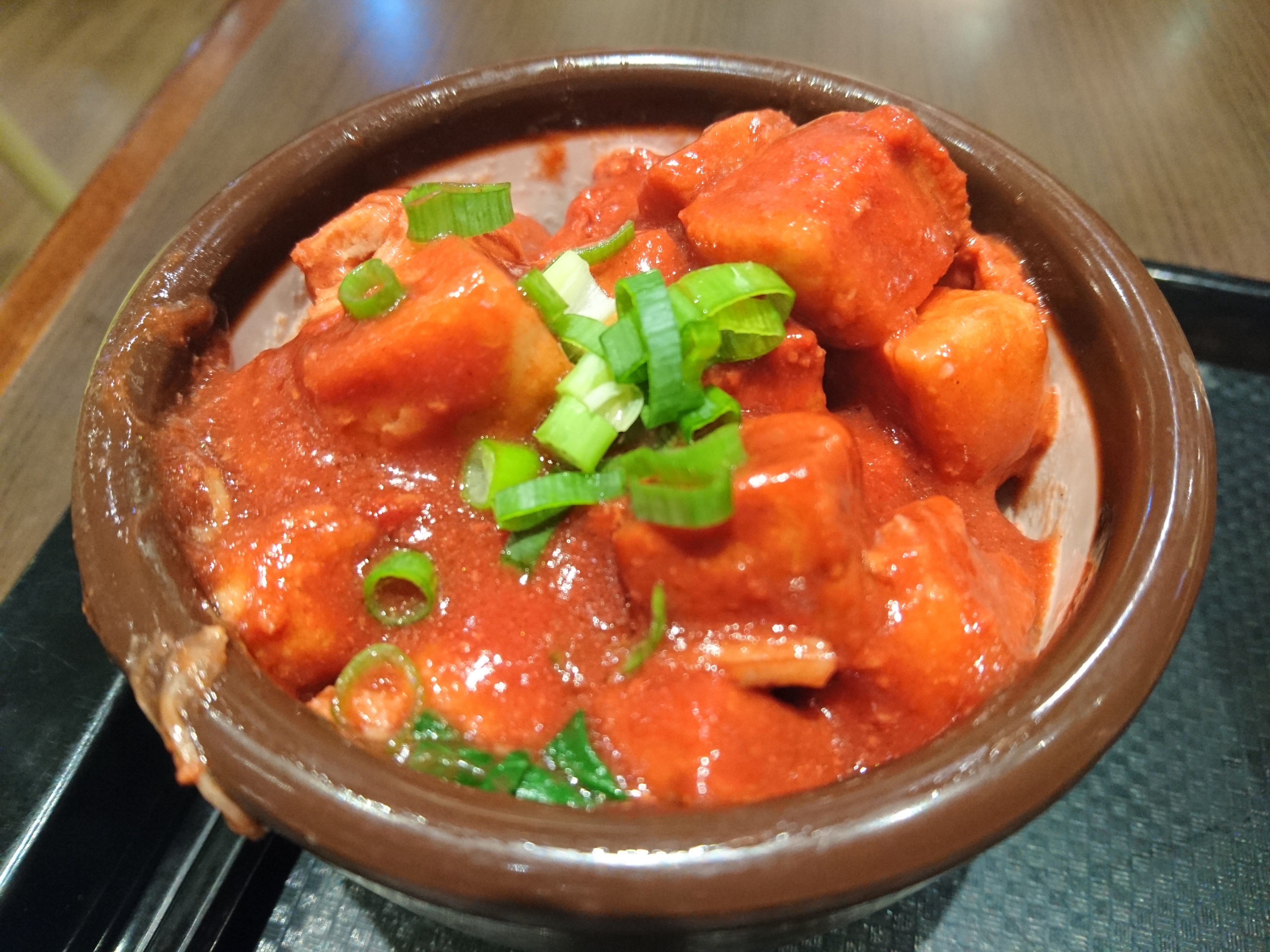
南乳肉

一品南乳肉，簡稱南乳肉，是一道浙菜，為南乳調煮豬肉，通常還會加入一些綠葉蔬菜，顔色鮮豔紅潤，味道甜、鮮。
南宋末年，蒙古人大舉南侵，奉命率軍抗敵的賈似道，卻暗中與蒙古勾結，杭州百姓對於其劣行都恨之入骨，惟有將怨恨發洩在人人都喜愛吃的「南乳肉」上，以寓食其肉寢其皮之意。由於當時賈似道是一品官，所以此佳餚後來就被稱為一品南乳肉。